# Over the Edge (1999)
Over The Edge (рус. За гранью) — pay-per-view шоу федерации рестлинга World Wrestling Federation (WWF), проходившее 23 мая 1999 года в «Кемпер-арене» Канзас-Сити (штат Миссури, США). Over The Edge стало первым шоу, в названии которого отсутствовало словосочетание «In Your House» (рус. В твоём доме), которое обычно использовалось в названиях всех PPV WWF, кроме пяти главных (Royal Rumble, WrestleMania, King of the Ring, SummerSlam и Survivor Series). Однако из-за случайной гибели рестлера Оуэна Харта во время шоу WWF решила больше не проводить мероприятий с таким названием.
В главном событии шоу Гробовщик победил Стива Остина в поединке один на один и завоевал титул чемпиона WWF. Из шести предварительных боёв два получили больше рекламной поддержки, чем другие: Скала против Triple H и командный бой восьми рестлеров, в котором «Союз» (Мэнкаинд, Кен Шамрок, Тест и Биг Шоу) одержал победу над «Корпорацией служения» (Вицера, Биг Босс Мен и Acolytes — Брэдшоу и Фарук).
Оуэн Харт должен был встретится с Крёстным отцом в поединке за титул интерконтинентального чемпиона WWF. Выступая под гиммиком Блу Блейзер, Харт должен был совершить выход, как супергерой, спустившись на ринг со стропил на тросе. Однако во время спуска страховочный кабель отсоединился от защитного жилета и Оуэн Харт упал с большой высоты на ринг[a]. Он умер в больнице не приходя в сознание. Позже WWF подверглось критике за решение продолжить шоу. Семья Хартов подала иск на компанию, утверждая, что к смерти Оуэна привёл плохо спланированный трюк. В результате сделки между WWF и Хартами, последним выплатили 18 млн долларов. Из-за несчастного случая запись шоу никогда не выпускалась на VHS или DVD и никогда больше не показывалась по телевидению.

## Предыстория

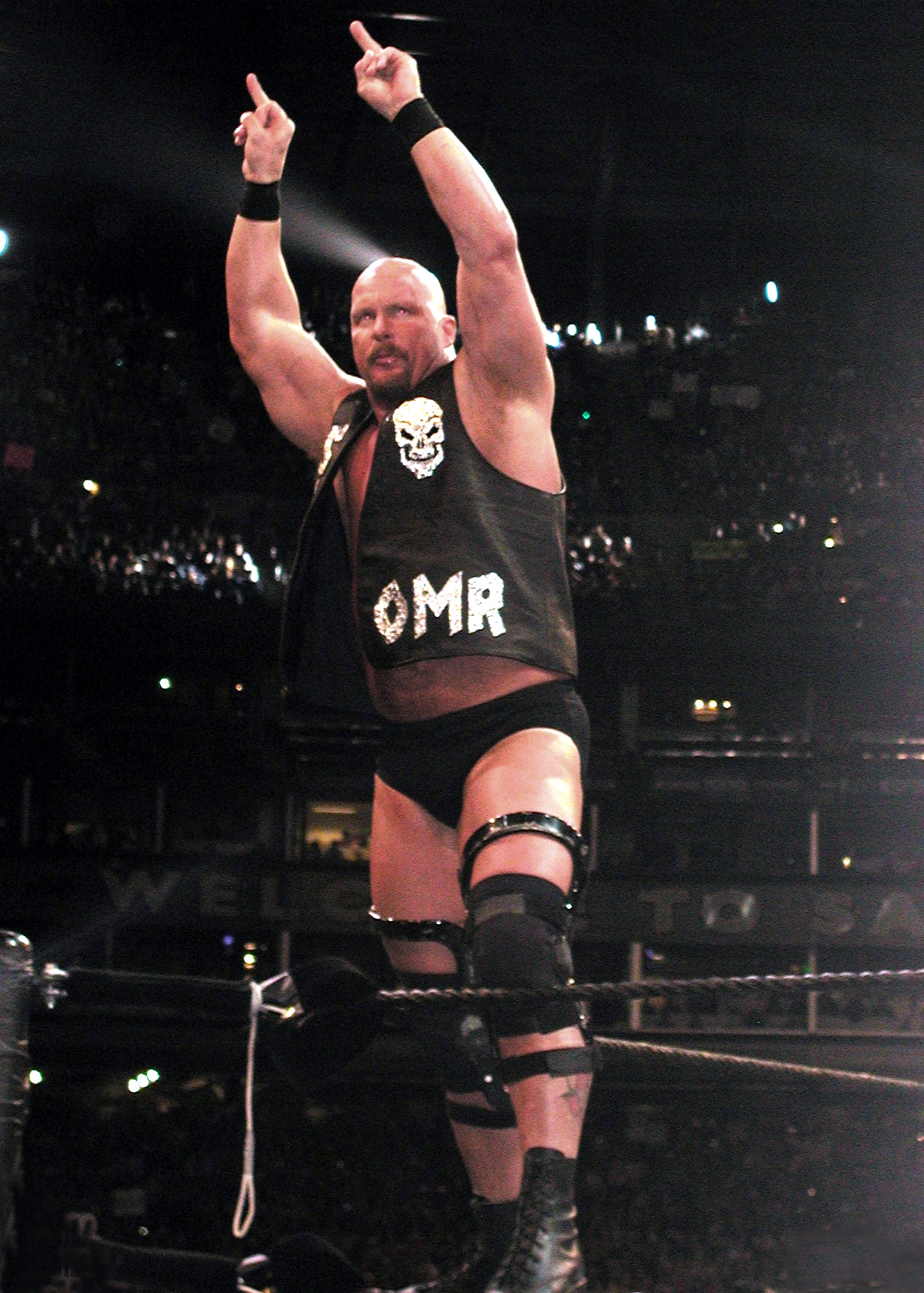
Стив Остин был чемпионом WWF перед шоу

Во время Over the Edge прошло 7 поединков, которые стали завершением или продолжением сюжетных линий и заранее подготовленных сценариев. До шоу был проведен ряд предварительных поединков для создания сюжетных линий, развязка или продолжение которых должно было пройти на Over the Edge.
Главной сюжетной линией Over the Edge должно было стать продолжение истории, которая развернулась на предыдущем шоу WWF Backlash, прошедшем 25 апреля 1999 года. На этом шоу Гробовщик похитил дочь главы правления WWF Винса Макмэхона Стефани, увезя её в отцовском лимузине в неизвестном направлении. В качестве выкупа Гробовщик потребовал передать ему управление над федерацией рестлинга. Однако его планы были сорваны чемпионом WWF Стивом Остином, который спас Стефани. 26 апреля на шоу Raw is War Гробовщик вместе с группировкой Министерство Тьмы попытались провести обряд «тёмной свадьбы», «поженив» Стефани на Гробовщике. Во время церемонии на ринг выбежал Остин, которому удалось справиться со всеми членами Министерства и освободить Стефани. Это привело к начале вражды между двумя рестлерами, развязка которой должна была произойти в поединке за чемпионский титул на шоу Over the Edge. Специальными приглашёнными рефери этого боя должны были стать Винс Макмэхон и его сын Шейн. Первоначально Шей назначил себя единственным судьёй этого поединка, но комиссионер WWF Шон Майклз добавил в состав судей Винса, чтобы уровнять шансы рестлеров. На предварительных еженедельных шоу WWF Гробовщик и Стив Остин несколько раз нападали один на другого. 3 мая 1999 года Гробовщик скинул Остина со сцены, а через две недели Стив Остин приковал Гробовщика наручниками к распятию, которое подвесил над рингом. Ещё одним поединком на Over the Edge должен был стать матч между Triple H и Скалой. Triple H вмешался в один из боёв Скалы, сбросив последнего с ринга. В результате этого, согласно сценарию, Скала повредил руку и был вынужден носить гипсовую повязку. Шейн Макмэхон, совладелец WWF и союзник Triple H, запретил Скале выступать с повязкой на Over the Edge.
На шоу также должен был состоятся бой между двумя враждующими группировками рестлеров: Корпорацией Министерства и Союзом. Группировка Корпорация Министерства образовалась в результате слияния Корпорации и Министерства Тьмы, в которую входили Вайсцера, Биг Боссмен и Acolytes Брэдшоу и Фарук. В мае Министерство участвовало в серии поединков против Мэнкаинда, Кена Шемрока, Биг Шоу и Теста, которые сформировали группировку Союз. WWF развивало эту вражду несколько недель, а 10 мая 1999 года прошёл поединок в котором участвовали все 8 рестлеров. В результате на шоу Over the Edge должен был состоятся командный матч 8 рестлеров на выбывание. Чтобы одержать победу в этом бою, необходимо выбить всех соперников. На шоу также должны были пройти матчи: Mr. Ass против Роад Дога, Блу Блейзер против Крёстного Отца за титул интерконтинентального чемпиона WWF. Марк Хенри и Ди’Ло Браун в командном матче должны были встретится с командными чемпионами WWF Кейном и X-Pac за чемпионский титул, Хардкор Холли против Эла Сноу в хардкорном поединке, а также бой смешанных команд Вал Венис и Николь Басс против Джеффа Джарретта с Деброй.

## Шоу

### События перед шоу
| Должность:    | Имя:                        |
| ------------- | --------------------------- |
| Комментаторы  | Джим Росс                   |
| Комментаторы  | Джерри Лоулер               |
| Комментаторы  | Карлос Кабрерра (Испанский) |
| Комментаторы  | Хьюго Савинович (Испанский) |
| Интервьюеры   | Майкл Коул                  |
| Интервьюеры   | Кевин Келли                 |
| Ринганнонсеры | Говард Финкель              |
| Рефери        | Тим Уайт                    |
| Рефери        | Эрл Хебнер                  |
| Рефери        | Майк Чиода                  |
| Рефери        | Теодор Лонг                 |

Шоу Over the Edge состояло из двух частей. Первая часть, во время которой состоялось три боя, транслировалась на канале USA Network в рамках передачи Sunday Night Heat. В первом поединке Мит победил Брайана Кристофера, а братья Харди (Мэтт и Джефф) одержали победу над Голдастом и Блу Мини в командном бою. Матч Винса Макмэхона против Мидеона закончился двойной дисквалификацией. Уже в начале боя Макмэхон ударил рефери, обязанности которого исполнял Шейн, после чего в поединок вмешались остальные члены группировки Корпорация Министерства. Они атаковали Винса, травмировав ему лодыжку, чтобы он не смог судить главное событие шоу. После этого началась трансляция шоу по платным каналам.

### Предварительные матчи
После окончания Sunday Night Heat шоу официально началось. Первым матчем вечера стал бой за титул командных чемпионов WWF, в котором Кейн и X-Pac победили Марка Хенри и Ди’Ло Брауна. Во время боя Хенри поднял X-Pac и бросил его на стальную растяжку. После этого Хенри и Браун вместе начали бить X-Pac. Чтобы помочь своему напарнику, Кейн выполнил прыжок с верхних канатов на соперников. Когда его оппоненты смогли вернуться на ринг, он выполнил чокслэм Хенри, подняв того за горло и кинув на ринг. После этого Кейн провел удержание, одержав для своей команды победу и сохранив титул командных чемпионов. Следующим боем стал хардкорный матч без дисквалификации и отсчётов. Хардкорный чемпион WWF Эл Сноу защищал свой титул против Хардкор Холли. Холли и Сноу начали матч на ринге, но вскоре бойцы переместились на трибуны, к зрителям. Оттуда они перешли за кулисы и дошли до торговых мест арены, продолжая бой. В конце поединка рестлеры вернулись обратно на ринг. Матч закончился после того, как Сноу поднял Холли на плечо и, кинув соперника на деревянный стол, сломал его. После этого Сноу провел удержание, защитив свой титул хардкорного чемпиона WWF.
Следующим в программе стал поединок за титул интерконтинентального чемпиона между Крёстным отцом и Блу Блейзером. Во время спуска Харта на ринг страховочный трос оборвался и он упал. Парамедики увезли его в ближайшую больницу, где он скончался не приходя в сознание. Шоу было приостановлено на 15 минут, после чего состоялся четвёртый бой. В смешанном командном бою Вал Венис и Николь Басс встретились с Джеффом Джарреттом и Деброй. В конце матча Дебра попыталась воспользоваться гитарой, которую принёс с собой Джарретт перед боем. Ею она ударила Басс, однако этот удар не причинил Николь вреда. Пока Басс отвлеклась на Дебру, Джефф попытался тоже ударить гитарой Басс, но Венис смог вырвать её у него, выполнить суплекс, а после и удержать. В следующем поединке вечера Mr. Ass победил своего бывшего товарища по команде Роад Дога.

### Главные события
Пятым матчем вечера стал командный бой 8 рестлеров на выбивание между Союзом и Корпорацией Министерства. Первым был выбит Тест, которого смог удержать Брэдшоу после выполнения коронного приёма Clothesline from Hell. Брэдшоу был выбит Кеном Шемроком, который применил болевой приём захват щиколотки. Шамрок покинул ринг в результате дисквалификации из-за того, что ударил рефери. Следующим покинул бой Фарук, которого удержал Биг Шоу после приёма чокслэм. Вайсцера и Биг Шоу были дисквалифицированы, после того, как не успели вернуться на ринг в течение 10 секунд. Союз одержал победу после того, как Мэнкаинд заставил Биг Боссмена сдаться, применив болевой приём. Следующим поединком стал матч Triple H против Скалы. Продолжая сюжетную линию с травмированной рукой Скалы, Triple H сконцентрировал свои удары и приёмы на его больную руку. Ближе к концу матча Triple H попросил свою помощницу Чину принести ему стальной стул. Однако рефери не дал Triple H воспользоваться им и выкинул стул за пределы рефери. После непродолжительной словесной перепалки, Triple H толкнул рефери. За это судья поединка дисквалифицировал его и объявил победителем Скалу. После финального звонка на ринг вышел Мэнкаинд, предотвратив атаку Triple H и Чины на Скалу.
Главным событием вечера стал поединок за титул чемпиона WWF между Стивом Остиным и Гробовщиком. Первоначально, Шейн и Винс Макмэхоны должны были стать приглашёнными рефери в этом матче. Но, согласно сюжетной линии, ранее на шоу Корпорация Министерства повредила Винсу лодыжку и его место занял Пат Паттерсон. Однако ещё до начала поединка Гробовщик выполнил чокслэм Паттерсону и тот больше не смог исполнять свои обязанности. Почти всё время шёл примерно равный бой, но Остин смог переломить его ход, ударив Гробовщика стулом по голове. Чтобы зафиксировать удержание на ринг выбежал еще один судья — Джеральд Бриско. Однако его, как и Паттерсона, атаковал Гробовщик. После этого, на замену рефери, вышел Винс. Остин сумел выполнить свой коронный приём Stunner и попытался провести удержание. Винс сумел досчитать до двух, но Шейн помешал ему закончить отсчёт. Когда Винс и Остин отвлеклись на Шейна, последний толкнул их, повалив на пол. Быстро перевернув Гробовщика на Остина, Шейн провёл отсчёт и объявил победителем матча и новым чемпионом WWF Гробовщика.

## Несчастный случай с Оуэном Хартом

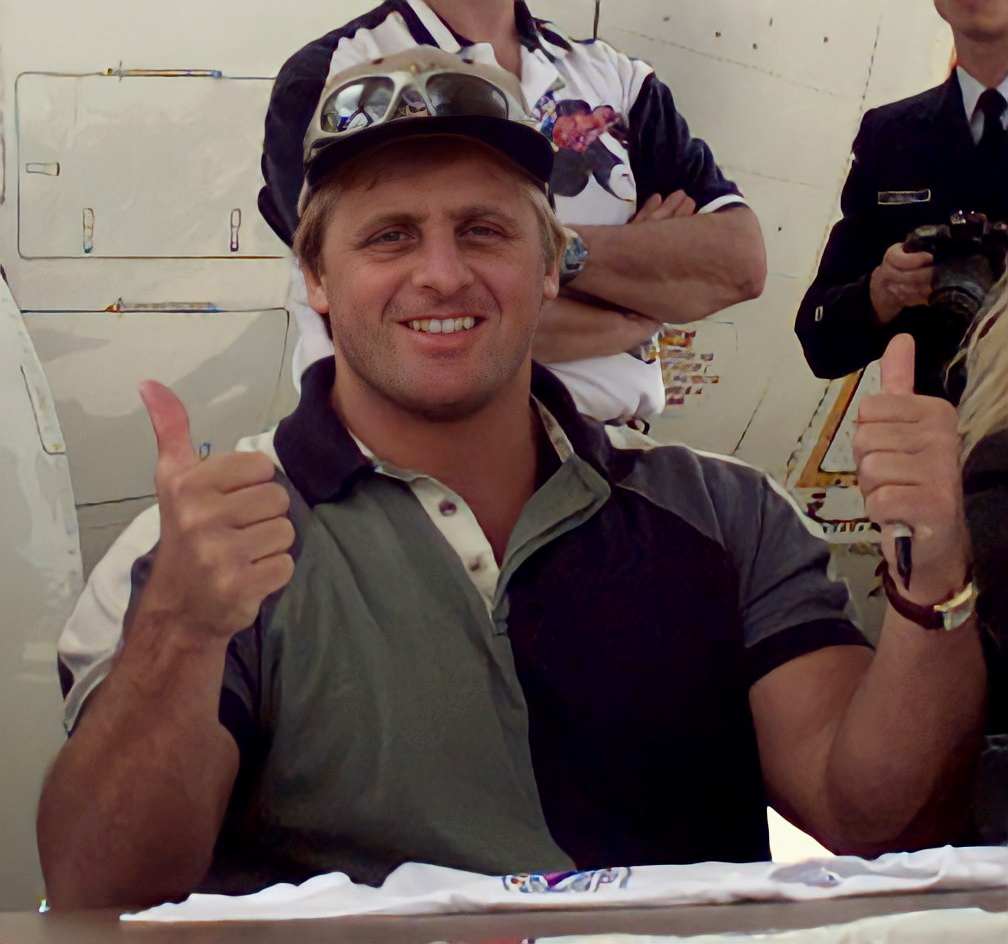
Оуэн Харт

Это не часть сегодняшнего шоу. 
Это настолько реально, насколько вообще может быть реальным здесь.
Оуэн Харт должен был провести бой против Крёстного отца за титул интерконтинентального чемпиона WWF. В то время Харт выступал под именем Блу Блейзер — гиммиком супергероя, пародирующего разных рестлеров. На шоу Over the Edge Оуэн должен был повторить выход рестлера федерации World Championship Wrestling (WCW) Стинга — спуститься со стропил на ринг. 15 ноября 1998 года во время Sunday Night Heat его выход был успешно испытан, однако во время спуска на pay-per-view шоу страховочный кабель отсоединился от защитного жилета и Оуэн Харт упал с большой высоты на ринг. Падая, он ударился грудью об растяжки. Сам момент падения не был показан по телевидению. Во время начала спуска Харта было показано заранее записанное видео интервью, а когда вещание вернулось в прямой эфир, камеры были развёрнуты от ринга и направлены на зрителей. Вскоре, один из комментаторов шоу, Джим Росс, сообщил телезрителям, что Харт упал с большой высоты и что это происшествие не является частью сюжетной линии, а произошло по-настоящему. На ринг вышли парамедики, которые попытались оказать Оуэну первую медицинскую помощь, однако он не показывал признаков жизни. После этого он был доставлен в ближайшую больницу в Канзас-Сити.
После инцидента шоу было приостановлено на 15 минут, пока Винс Макмэхон и другие руководители WWF принимали решение, продолжать шоу или нет. Через час, после того, как шоу было возобновлено, Джим Росс сообщил телезрителям, что Харт скончался в больнице. Зрителям, присутствовавшим на шоу, не рассказали о том, что случилось с Хартом и они также не слышали объявления о его смерти.

Леди и джентльмены, ранее здесь, в Канзас-Сити, трагедия постигла World Wrestling Federation и всех нас. Оуэн Харт должен был совершить выход, спустившись со стропил и он упал. На меня выпала тяжёлая обязанность сообщить вам, что Оуэн Харт умер. Оуэн Харт трагически погиб в результате несчастного случая, произошедшего сегодня здесь.— Джим Росс, комментатор шоу

## После шоу
В связи со смертью Оуэна Харта, WWF отменила повторные показы Over the Edge через сервис pay-per-view, а также отменила четыре шоу в Канаде и одно в Иллинойсе. Компания также решила не выпускать шоу на VHS или DVD. 24 мая 1999 года, на следующий день после Over the Edge, в Сент-Луисе прошло шоу Raw is War, посвящённое памяти Харта. В связи с этим оно было переименовано в Raw is Owen. Все сюжетные линии и фьюды между рестлерами были приостановлены, а всем сотрудникам WWF была дана возможность самим выбирать, участвовать в шоу или нет. Кроме поединков шоу включало в себя интервью и воспоминания товарищей Оуэна по работе, а также видео презентация наиболее ярких моментов его профессиональной карьеры. Панихида по Оуэну прошла 31 мая 1999 года в Калгари (Альберта, Канада), на которой присутствовали члены семьи, друзья и более 300 рестлеров. Оуэн Харт был похоронен в Калгари на кладбище Квинс Парк на следующий день. Через три недели после шоу, семья Харта подала иск против WWF, обвинив компанию, что смерть Оуэна произошла из-за плохо спланированного трюка; они также утверждали, что подвесная система была неисправна. Судебное дело длилось более полутора лет и 2 ноября 2000 года была заключена сделка, по которой семья Харта получила 18 млн долларов. Производитель подвесной системы также был одним из ответчиков в деле и, согласно соглашению, заплатил 7 млн. В 2010 году Марта Харт подала ещё несколько исков на World Wrestling Entertainment, возражая против использования компанией фотографий и записей с Оуэном. Судья отклонил иски, так как записи были сделаны во время работы Оуэна по контракту с WWE.
После Over the Edge началась вражда между Скалой и Гробовщиком за титул чемпиона WWF. Это привело к поединку между рестлерами на следующем pay-per-view шоу King of the Ring. На этом шоу Гробовщик победил Скалу и сохранил за собой чемпионский титул. После того, как Стив Остин проиграл титул, он начал вражду с Винсом и Шейном Макмэнами за то что они вмешались в его поединок на Over the Edge. Чтобы исправить ситуацию, Винс и Шейн назначили поединок между Остином и Гробовщиком на 28 июня, в котором Остин одержал победу и завоевал титул. После чего между ним, Мэнкаиндом и Triple H началась вражда за чемпионский пояс, развязка которой произошла на шоу SummerSlam.

## Отзывы
Винс Макмэхон и World Wrestling Federation подверглись сильной критике за то, что решили продолжить шоу после падения Оуэна Харта. 31 мая 1999 года в газете Calgary Sun Брет Харт обвинил Макмэхона в смерти брата. Он задался вопросом, так ли это было необходимо (спуск Оуэна) и сказал: «Как вам не стыдно, Винс Макмэхон». Он также добавил, что шоу в память Оуэна «отдавало неуважением», завив: «Да, так называемая дань памяти, где рестлеры показывали на свою промежность и говорили „Отсоси“. Меня тошнило от этого». Другие члены семьи Хартов также обвинили Макмэхона в смерти Оуэна, заявив, что инцидент был неизбежным итогом «погони за рейтингами и прибылью». Во время похорон Оуэна в Калгари, рестлер Халк Хоган сказал: «Надеюсь произойдёт что-нибудь хорошее. Рестлинг зашел слишком далеко». В отношении Макмэхона он добавил: «Я надеюсь он вынес урок из этого ужасного инцидента». Ральф Клейн, в то время премьер-министр Альберты, выразил надежду, что смерть Харта приведёт к изменениям в рестлинге: «Может быть разными федерациями будет пересмотрено стремление к разным хитроумным приёмам».
Обозреватель Calgary Sun Эрик Францис назвал решение Макмэхона продолжить шоу «больным, непочтительным и неправильным. Но что вы ещё ожидали от WWF?». Он добавил: «Если в мире есть справедливость, Макмэхону придется дорого заплатить за то, что его организация сделала для Хартов». Некоторые зрители также расстроились, из-за решения продолжать шоу. Один мужчина, ушедший с шоу со своими детьми после того, как услышал что Харт умер, заявил: «Это было отвратительно…Детям видеть так называемое семейное развлечение, а они просто продолжили шоу, как будто ничего не произошло». Жена Оуэна, Марта Харт, сразу после шоу отказалась публично высказать своё мнение относительно Макмэхона. Она сказала, что Макмэхон «обязательно должен присутствовать на похоронах». Она также добавила: «Я не злопамятный человек, я не злюсь и не сержусь, но когда-нибудь настанет час расплаты». Комментируя решение WWF продолжить шоу после смерти её мужа, Марта сказала: «После того, как он проиграл бой за свою жизнь, они просто унесли его и назначили следующий бой. Где же человечность? Хотел бы он, чтобы шоу продолжалось? Конечно нет».
Однако некоторые люди поддержали решение WWF продолжить шоу. Винс Руссо, в то время работающий сценаристом WWF, указал на тот факт, что Брайан Пиллман, друг семьи Харта и член Династии Харт, умер незадолго до шоу Badd Blood: In Your House 1997 года, где он должен был принять участие. После того, как Харт узнал о смерти Пиллмана, он решил провести свой бой. Руссо утверждал, что это свидетельствует о том, что «той ночью, когда он ушёл, я уверен, Оуэн хотел того же». Винс Макмэхон отказался комментировать смерть Харта до того момента, когда пройдёт достаточно времени. На вопрос, чувствует ли он себя ответственным за инцидент, он ответил: «Мне есть что сказать и я скажу всё. Я обещаю вам. Но сейчас не время для этого…Дайте мне несколько дней. Дайте мне время до конца недели. Тогда и поговорим». На следующий день после Over the Edge, WWF опубликовало сообщение в Calgary Sun, в котором говорилось: «У нас пока недостаточно информации о том, как это произошло, и мы этого не узнаем пока не закончится расследование. Мы все потрясены и словами, что нам будет не хватать Оуэна, не передать того, что он значил для нас». WWF также сообщило: «Наши мысли и молитвы вместе со всей семьей Харта. Мы должны быть сильными ради Оуэна; он был выдающимся человеком и непревзойденным исполнителем и мы знаем, что лучшим почтением его памяти будет пойти и развлекать поклонников, которых он так любил».
Более 1 млн человек заказали показ Over the Edge через сервис pay-per-view. В целом шоу получило смешанные отзывы. Особенно разочаровало обозревателей завершение главного события, боя Гробовщика против Стива Остина, в котором Шейн Макмэн «украл» титул чемпиона WWF у последнего. Бой между Скалой и Triple H был назван одним из худших в истории противостояния двух рестлеров. Матч между Mr. Ass и Роад Догом был назван «медленным и не зрелищным». Открывающий вечер командный бой между Кейном и X-Pac против Марка Хенри и Ди’Ло Брауна оставил положительные впечатления и отличался силовой борьбой. Обозреватели также отметили несколько новых приёмов в арсенале Кейна. В завершении обзоров почти все обозреватели отметили, что во многом не самое высокое качество боёв скорее всего было вызвано тем, что рестлеры знали о гибели их коллеги, что негативно отразилось на их выступлениях.

## Результаты
| №.                             | Результат | Условия | Время |
| ------------------------------ | --- | --- | ----- |
| Sunday Night Heat              | Мит победил Брайана Кристофера | Поединок один на один                                                                                      | —     |
| Sunday Night Heat              | Братья Харди (Мэтт и Джефф) победили Голдаста и Блю Мини                                                                             | Командный бой                                                                                              | —     |
| Sunday Night Heat              | Винс Макмэн против Мидеона | Поединок один на один. Закончился двойной дисквалификацией                                                 | —     |
| 1                              | Кейн и Икс-пак (c) победили Ди’Ло Брауна и Марка Генри (с Айвори)                                                                    | Командный бой за титул командных чемпионов мира WWF                                                        | 14:44 |
| 2                              | Эл Сноу (c) победил Хардкор Холли | Хардкорный матч за титул хардкорного чемпиона WWF                                                          | 12:53 |
| 3                              | Вал Венис и Николь Басс победили Джеффа Джарретта и Дебру                                                                            | Смешанный командный бой                                                                                    | 06:07 |
| 4                              | Билли Ганн победил Роад Догга | Поединок один на один                                                                                      | 11:14 |
| 5                              | «Союз» (Мэнкаинд, Биг Шоу, Тест и Кен Шемрок) победили «Корпорацивное служение» (Висцера, Биг Боссмен и «Аколиты» — Фарук и Брэдшоу) | Командный бой 8 рестлеров на выбывание                                                                     | 14:58 |
| 6                              | Скала победил Triple H (с Чайной) в результате дисквалификации                                                                       | Поединок один на один                                                                                      | 11:41 |
| 7                              | Гробовщик (с Полом Берером) победил «Ледяную глыбу» Стива Остина (c)                                                                 | Поединок за титул чемпиона WWF с Винсом Макмэном и Шоном Майклзом в качестве специально приглашённых судей | 22:58 |
| (c) – чемпионы перед поединком | | |       |

## Комментарии
- a  По разным данным высота, с которой упал Оуэн Харт, варьируется от 15 до 24 метров[26][53]